# Mali vid världsmästerskapen i friidrott 2023
Mali tävlade vid världsmästerskapen i friidrott 2023 i Budapest i Ungern mellan den 19 och 27 augusti 2023.

## Resultat
Malis trupp bestod av en idrottare.

### Herrar
Gång- och löpgrenar
| Idrottare       | Gren           | Försöksheat | Försöksheat | Semifinal        | Semifinal        | Final            | Final            |
| Idrottare       | Gren           | Resultat    | Placering   | Resultat         | Placering        | Resultat         | Placering        |
| --------------- | -------------- | ----------- | ----------- | ---------------- | ---------------- | ---------------- | ---------------- |
| Richard Diawara | 110 meter häck | 13,68 0PB0  | 6           | Gick inte vidare | Gick inte vidare | Gick inte vidare | Gick inte vidare |